# Danny Brown
Danny Brown, pseudonimo di Daniel Dewan Sewell (Detroit, 16 marzo 1981), è un rapper statunitense.
È conosciuto per la sua individualità, descritta da MTV come "una delle figure più uniche del rap degli ultimi tempi". Nel 2010, dopo aver accumulato diversi mixtape, Brown ha pubblicato il suo primo album in studio di debutto, The Hybrid. Brown ha iniziato a guadagnarsi un grande riconoscimento dopo la pubblicazione del suo secondo album di studio, XXX, che ha ricevuto critiche positive e diversi riconoscimenti da Spin e Metro Times nominandolo come "Artista dell'anno". Nel 2013 è entrato nella Billboard statunitense, con l'uscita del suo terzo album in studio, Old, che ha raggiunto il numero 18 della US Billboard 200, distribuendo tre singoli Dip, 25 Bucks e Smokin & Drinkin.

## Biografia

### 1981-2009: primi anni e inizio della carriera
Daniel Dewan Sewell è nato il 16 marzo 1981 a Detroit in Michigan. Quando è nato, sua madre aveva 17 anni e suo padre, che è mezzo filippino, ne aveva 16. Il talento di Brown per le rime si sviluppò in giovane età, poiché sua madre gli leggeva i libri del dottor Seuss. Quindi, quando cominciò a parlare, parlava a rime. Suo padre era un disc jockey, perciò ha sempre esposto Brown alla musica soprattutto a Roy Ayers, LL Cool J, Esham e A Tribe Called Quest. Danny Brown aveva sempre voluto essere un rapper, infatti disse in un'intervista che già dalla scuola materna diceva di voler diventare un rapper, anche se la gente lo derideva dicendo che era un lavoro abbastanza divertente.
I suoi giovani genitori hanno fatto del loro meglio per proteggerlo dal crimine di strada e dalla vita di banda di Detroit: "I miei genitori non volevano assolutamente che io uscissi di casa, hanno fatto quanto hanno potuto per tenermi in casa, persino se dovevo andare a comprare un videogame. Ma ovviamente quando si diventa più grandi, si ha il bisogno di uscire di casa per andare con gli amici, quindi una volta che mi sono allontanato sono scomparso per quasi quattro giorni ". Le sue due nonne hanno contribuito a fornire la figura della sua famiglia. La madre di sua madre ha lavorato per Chrysler e ha comprato da quattro a cinque case: "Ancora oggi abbiamo queste case, possedeva tre case in fila su quel blocco, ha allevato i suoi tre figli e un sacco di altre persone nella casa di mezzo. Quella a sinistra l'ha presa negli anni 90 e quello sulla destra era la casa dei miei genitori che ho ereditato quando sono morti". Ha inoltre posseduto altre due case sul lato est di Detroit, in cui Danny Brown è stato allevato. La quinta casa, situata anche questa sul lato est, era occupata dalla zia e dalla sua famiglia: "Nel lato est, sono cresciuto per tutta l'infanzia. [Ride] Non avevo nessuno là e io sono il più grande dei due fratelli e una sorella. Non sono proprio un gangster [ride] ", ha detto Brown in un'intervista del 2012. Originario del quartiere di Dexter-Linwood di Detroit, Brown si trasferì solo più tardi a Hamtramck. Ha sempre associato la sua musica a quella di Detroit.
All'età di 18 anni, Brown è diventato uno spacciatore di droga: "Una volta che sono arrivato sopra una certa età, tutta quella merda di parentela si fermò, mia mamma e mio padre si trasferirono, una volta che i miei genitori sono partiti, sono diventato l'uomo di casa. Stavo per essere un rapper, stavo vendendo droga, perché è questo che tutti i miei amici stavano facendo". Anche se aveva intenzione di fermarsi entrarono i problemi con la legge, Brown era già troppo abituato al suo stile di vita: "Mi sono sempre detto che una volta scoperto mi sarei fermato, poi ho avuto il mio primo caso, ma non mi sono fermato. Avevo ancora l'intenzione di distribuire e avevo 19 anni (al tempo)". I suoi scoraggi con la legge non finirono: "Il secondo caso riguardava l'erba,  quando mi hanno beccato non sono andato in tribunale, sono scappato per almeno 5 anni, ma una volta che mi hanno preso ho dovuto fare 8 mesi, ed ero molto spaventato. Non volevo andare in prigione. Non avevo nient'altro, quindi sono tornare a studiare la musica, cercando di diventare un rapper". Trascorso un po' di tempo, Brown ha iniziato a prendere la sua passione seriamente e a trasformarla nella sua carriera: "Sono uscito di prigione nel 2007. Quando sono uscito iniziavo a fare i miei viaggi a New York e andare in studio di registrazione, avevo preso la cosa più seriamente. Quando sono uscito dissi "ora o mai più".
Brown ha iniziato la sua carriera in un gruppo hip hop chiamato Rese'vor Dogs, accanto ai suoi compagni rapper di Detroit: Chip$ e Dopehead. Nel 2003, il trio ha pubblicato indipendentemente un album dal titolo Runispokets-N-Dumpemindariva sotto le etichette Ren-A-Sance Entertainment e F.B.C. Records. Nell'estate del 2003, il gruppo ha ricevuto una leggera notorietà sulle stazioni radio di Detroit, con il loro singolo Yes. Dopo aver cresciuto nell'hip hop e "sintonizzato" le sue capacità nella città, Brown collaborò per la Roc-A-Fella Records A&R. Brown ha volato a New York, dove ha iniziato le registrazioni in studio, insieme ad altri artisti. Dopo la mancanza di successo con la Roc-A-Fella, Danny Brown è tornato a Detroit, dove ha lavorato con Nick Speed.

### 2010: Debutto del primo album da solista
Nel 2010, Brown ha collaborato con un suo amico rapper, Tony Yayo della G-Unit e insieme hanno registrato Hawaiian Snow. L'associazione con Tony Yayo ha portato molti a chiedersi se Brown avrebbe alla fine firmato con la G-Unit Records di 50 Cent. Ma Brown non ha potuto firmare per via del suo stile di abbigliamento che non si adatta per niente all'immagine della G-Unit: "Era una cosa fatta, 50 era con lui, non mi ha accettato solo a causa dei miei jeans. Gli piaceva la mia musica, ma non gli piaceva il modo di vestire", ha detto Brown ad un'intervista di MTV. "Capisco da dove provenivano, ma dovrebbero capire da dove vengo anche io: sono di Detroit".
Dopo aver registrato e distribuito quattro volumi della serie di Mixtape di Detroit State of Mind e di altri mixtape liberamente pubblicati, Brown ha pubblicato il suo primo album in studio, The Hybrid. Fu questo l'album in cui Brown cominciò a usare la voce alta: "Le prime canzoni con la voce potente erano quelle di "The Hybrid ", è per questo che abbiamo chiamato l'album così. Penso che sia stato qui dove ho trovato la mia vera voce. Questa è la mia dichiarazione che posso fare da rapper nello stile delle canzoni". "L'album è nato dopo che ho iniziato a lavorare con Hex Murder. Hex mi ha aiutato a registrare nello studio di Black Milk. Stavamo lavorando ad un progetto e avevo trovato la canzone per "The Hybrid", ho iniziato a scrivere un nuovo album e questo è l'album che ho scritto, poi lui quei giorni lavorava solo per me e mi ha dato tutto il tempo che volevo per andare in studio. Andai a registrare dalle 3 del mattino alle 6 del mattino, perché era quella l'ora in cui non c'era nessuno. Mi ha visto e mi ha aiutato molto fin da subito, poi è debuttato e il resto è storia ".

### 2011-2012: XXX
Il 15 marzo 2011, Brown ha firmato per la Fool's Gold Records, un'etichetta discografica indipendente di Brooklyn: "Il mio manager [Emeka Obi] mi ha chiesto a chi avrei voluto firmare e ho detto che c'erano due etichette discografiche che mi interessavano: XL e Fool's Gold, la gente conosceva la Fool's Gold e ho firmato per quella. A-Trak ha detto a Q-Tip che stavo pensando di firmare e Q-Tip gli ha detto di farlo. A-Trak mi ha chiamato e mi ha registrato. Ho conosciuto Q-Tip, ma preferisco collaborare con Ali Shaheed: Ali Shaheed è tipo un mentore per me. Durante il periodo di The Hybrid, l'ho incontrato attraverso Frank di Rappers I Know e appena ho iniziato abbiamo parlato molto al telefono".
La firma per la Fool's Gold Records è stata la più grande mossa commerciale e critica per Brown. L'etichetta ha pubblicato poi il suo secondo album in studio, XXX, disponibile al download gratuito. L'album ha ricevuto numerosi riconoscimenti critici ed è stato nominato il miglior album hip hop dell'anno da Spin. Pitchfork ha dato per il suo album un totale di 8,2 su 10, dicendo: "Se XXX non fosse altro che disgrazie e disperazioni, sarebbe rapidamente devoluto in un lavoraccio. Fortunatamente, Brown è anche un rapper guidato dal divertimento e può vantare di oltraggiose variazioni di stile". Più tardi dalla pubblicazione, l'album è stato nominato al 19º posto degli album migliori del 2011. XXX è stato anche nominato al 6º posto degli album dell'anno 2011, da Passion of the Weiss, che lo ha definito "un autoritratto inaspettatamente onesto reso ancor più notevole dal fatto che Danny Brown è vivo per raccontare la storia".
Il 1º novembre 2011, Brown ha pubblicato una collaborazione con il produttore americano Black Milk. Un extended play (EP) appropriatamente intitolato Black and Brown!. Il 28 novembre 2011, Brown ha pubblicato il video musicale di Blunt After Blunt sempre dell'album XXX. Il video è stato girato dal rapper americano ASAP Rocky, che ha anche fatto un inaspettato cameo. Sulla scia del successo dell'album, Brown ha iniziato a fare i tour con Childish Gambino, nel marzo 2012. Il 13 marzo 2012, Brown ha diffuso il video di una canzone in collaborazione con brand Un DeShay, "Radio Song", prodotta per XXX. Il video è stato diretto da Alex/2tone.
Nel 2012 Brown è apparso sulla copertina di XXL, facendo parte della "Top 10 Freshmen list" annuale, insieme a Hopsin, French Montana, MGK, Iggy Azalea, Roscoe Dash e altri. Danny è apparso anche insieme al rapper Kendrick Lamar nella copertina di FADER, per il 2012 Spring Style. In un'intervista di gennaio 2012, la cantante Jennifer Herrema ha svelato che Danny Brown sarebbe apparso sul secondo album del gruppo australiano di musica elettronica The Avalanches. Più tardi, Brown ha confermato di aver lavorato con The Avalanches su una canzone intitolata Frank Sinatra. Sul sito ufficiale di Brown, il rapper ha confermato che avrebbe fatto una performance al 13º incontro annuale di Gathering of the Juggalos. Brown ha firmato anche un accordo di partnership con Adidas Originals, per proporre nuovi abiti sportivi.

## Discografia

### Album

#### Solisti
- 2010 - The Hybrid
- 2011 - XXX
- 2013 - Old
- 2016 - Atrocity Exhibition
- 2019 - uknowhatimsayin¿
- 2023 - Quaranta

#### In collaborazione
- 2003 - Runispokets-N-Dumpemindariva (con Rese'vor Dogs)
- 2021 - TV62 (con Bruiser Brigade)
- 2023 - Scaring the Hoes (con JPEG Mafia)

### EP
- 2011 - Black and Brown! (con Black Milk)
- 2012 - Bruiser Bridage EP (con Bruiser Brigade)
- 2012 - The OD EP
- 2018 - Twitch EP

### Mixtape
- 2007 - Detroit State of Mind
- 2008 - Hot Soup
- 2008 - Detroit State of Mind 2
- 2009 - Detroit State of Mind 3
- 2010 - Detroit State of Mind 4
- 2010 - The Hybrid: Cutting Room Floor
- 2010 - It's a Art (con Jonhson&Jonson)
- 2010 - Browntown
- 2010 - Hawaiian Snow (con Tony Yayo)

## Filmografia
- Cocaine - La vera storia di White Boy Rick (White Boy Rick), regia di Yann Demange (2018)